# Smocze łodzie na World Games 2009
Wyniki wyścigów smoczych łodzi, rozegranych podczas World Games 2009. Zawody odbyły się w dniach 17 i 18 lipca na Lianchi Tan i były sportem pokazowym na tych World Games.

## Uczestnicy
- Kanada
- Niemcy
- Węgry
- Japonia
- Rosja
- Szwecja
- Chińskie Tajpej
- Ukraina
- Stany Zjednoczone

## Medaliści
| Konkurencja | Złoto | Srebro          | Brąz            |
| 200 m       | Rosja | Węgry           | Chińskie Tajpej |
| 500 m       | Rosja | Węgry           | Niemcy          |
| 1000 m      | Rosja | Niemcy          | Węgry           |
| 2000 m      | Rosja | Chińskie Tajpej | Kanada          |